# Xilong (köpinghuvudort i Kina, Yunnan Sheng, lat 24,42, long 103,18)
Xilong (kinesiska: 西龙) är en köpinghuvudort i Kina. Den ligger i provinsen Yunnan, i den sydvästra delen av landet, omkring 87 kilometer sydost om provinshuvudstaden Kunming. Antalet invånare är 40 539. Befolkningen består av 19 303 kvinnor och 21 236 män. Barn under 15 år utgör 20,0 %, vuxna 15-64 år 70 %, och äldre över 65 år 8,0 %.
Runt Xilong är det ganska tätbefolkat, med 134 invånare per kvadratkilometer. Xilong är det största samhället i trakten. I omgivningarna runt Xilong växer huvudsakligen savannskog.
Genomsnittlig årsnederbörd är 1 039 millimeter. Den regnigaste månaden är juni, med i genomsnitt 228 mm nederbörd, och den torraste är januari, med 14 mm nederbörd.